# Labeo umbratus
Labeo umbratus är en fiskart som först beskrevs av Andrew Smith 1841.  Labeo umbratus ingår i släktet Labeo och familjen karpfiskar. IUCN kategoriserar arten globalt som livskraftig. Inga underarter finns listade i Catalogue of Life.